# Kościerzyna-Stare Nadleśnictwo
Kościerzyna-Stare Nadleśnictwo (dodatkowa nazwa w j. kaszub. Stôré Nadlesyństwò) – osada w Polsce położona w województwie pomorskim, w powiecie kościerskim, w gminie Kościerzyna.